# Flying Tiger Copenhagen
Flying Tiger Copenhagen (précédemment Tiger) est une chaîne danoise de magasins. Ouverte en 1995 à Copenhague, la compagnie compte 900 boutiques en mai 2018, réparties dans 30 pays d'Europe, d’Asie et d’Amérique,.

## Historique

Logo jusqu’à juin 2016

Tiger est fondé en 1995 par Lennart Lajboschitz, avec une boutique à Islands Brygge à Copenhague, à l’origine à prix unique. Le nom originel « Tiger » (/ˈtiːər/) est un jeu de sonorité avec « tier » (/tiːər/), mot d’argot danois signifiant 10 couronnes, le prix unitaire d’une grande partie des produits vendus. Le 1er juin 2016, la chaîne est renommée Flying Tiger Copenhagen. Le siège social de l'entreprise est situé dans le secteur de Krøyers Plads (Christianshavn) à Copenhague, au Danemark.

## Implantation
Flying Tiger Copenhagen est présent dans les 30 pays suivants : l’Allemagne, l’Autriche, la Belgique, Chypre, la Corée du Sud, le Danemark, l’Espagne, l’Estonie, les États-Unis, la Finlande, la France, la Grèce, la Hongrie, les îles Féroé, l’Irlande, l’Islande, l’Italie, le Japon, la Lettonie, la Lituanie, Malte, la Norvège, les Pays-Bas, le Portugal, la Pologne, la République tchèque, le Royaume-Uni, la Slovaquie, la Suède, et la Suisse. En France, le premier magasin ouvre à Nice le 1er novembre 2014.
En Belgique francophone, la chaîne a installé des magasins à Bruxelles, Charleroi, Liège, Louvain-la-Neuve, Mons et Namur. En France, Flying Tiger Copenhagen est présent dans la plupart des villes de grande taille et de taille moyenne, y compris dans des zones d'activités et des centres commerciaux.